# Società Sportiva Teramo Calcio 2020-2021
Questa voce raccoglie le informazioni riguardanti la Società Sportiva Teramo Calcio nelle competizioni ufficiali della stagione 2020-2021.

## Stagione
Nella stagione 2020-2021 il Teramo disputa il girone C del campionato di Serie C, raccoglie 52 punti con il nono posto finale. Partecipa ai Play-off, ma viene eliminata nel primo turno perdendo (2-0) a Palermo. La squadra biancorossa allenata dal tecnico Massimo Paci ha ottenuto 28 punti nel girone di andata e 24 nel girone di ritorno. Il Teramo partecipa alla Coppa Italia nazionale dove nel primo turno vince a Piacenza (1-2), poi nel secondo turno perde (1-0) a Reggio Calabria. Mentre per questa stagione non si è disputata la Coppa Italia di Serie C. Il sardo Francesco Bombagi è stato il miglior marcatore stagionale del Teramo, firmando 9 reti. Il girone C è stato dominato dalla Ternana che lo ha vinto con 90 punti, 22 di vantaggio sull'Avellino secondo. Da segnalare l'esclusione del Trapani dopo sole due giornate di campionato, il 5 ottobre 2020 la Lega ha deciso di far riposare le sue avversarie, nella giornata che dovevano incontrare i siciliani.

## Divise e sponsor
Lo sponsor tecnico per la stagione 2020-2021 è Legea. I main sponsor per il campionato sono Infosat, Pediatotem ed R115.

## Organigramma societario
Area direttiva
- Presidente: Franco Iachini
- Consiglieri: Francesca Di Domenico, Elisa Ferri
- Direttore Generale: Andrea Iaconi
- Dirigenti: Giovanni Cerulli Irelli, Piero D'Orazio
- Segretario Generale: Massimo Spinozzi

Area comunicazione e marketing
- Responsabile Marketing e Commerciale: Omar Loiudice
- Coordinatore Marketing Strategico: Federica Iachini
- Coordinatore Marketing Operativo: Marco Volponi
- Responsabile Comunicazione: Roberto Almonti
- Addetto Stampa: Marco De Antoniis
- SLO: Enzo Montani
- Security Manager: Angelo Giardini
- Responsabile Sicurezza Stadio: Matteo Marcheggiani
- Fotografo: Danilo Di Giovanni

Area sportiva
- Direttore Sportivo: Sandro Federico
- Team Manager: Fabio Gatta

Area tecnica
- Allenatore: Massimo Paci
- Vice Allenatore: Roberto Guana
- Preparatore portieri: Nino Galli
- Preparatore atletico: Riccardo Cantarini

Area sanitaria
- Responsabile sanitario: Siriano Cordoni
- Medico sociale: Carlo D'Ugo
- Recupero infortuni: Stefano Del Grosso
- Ortopedici: Stefano Di Filippantonio, Massimo Partenza
- Osteopata: Antonio Misantone
- Fisioterapista: Nicola Di Donato

## Rosa
| N. |                       | Ruolo | Calciatore                 |
| -- | --------------------- | ----- | -------------------------- |
| 1  | Italia (bandiera)     | P     | Mattia Valentini           |
| 2  | Italia (bandiera)     | D     | Davide Vitturini           |
| 3  | Italia (bandiera)     | D     | Alberto Tentardini         |
| 4  | Italia (bandiera)     | C     | Daniele Trasciani          |
| 5  | Italia (bandiera)     | D     | Marco Soprano              |
| 6  | Italia (bandiera)     | C     | Andrea Arrigoni (capitano) |
| 7  | Italia (bandiera)     | C     | Domenico Mungo             |
| 8  | Portogallo (bandiera) | C     | Pedro Costa Ferreira       |
| 9  | Italia (bandiera)     | A     | Riccardo Cappa             |
| 10 | Italia (bandiera)     | C     | Francesco Bombagi          |
| 11 | Italia (bandiera)     | A     | Lorenzo Pinzauti           |
| 13 | Italia (bandiera)     | C     | Tommaso Cancellotti        |
| 14 | Italia (bandiera)     | C     | Simone Minelli             |
| 17 | Italia (bandiera)     | C     | Davide Di Francesco        |

| N. |                       | Ruolo | Calciatore         |
| -- | --------------------- | ----- | ------------------ |
| 18 | Slovacchia (bandiera) | C     | Richard Lašík      |
| 19 | Italia (bandiera)     | A     | Nigel Kyeremateng  |
| 20 | Italia (bandiera)     | C     | Carlo Ilari        |
| 21 | Italia (bandiera)     | C     | Simone Santoro     |
| 22 | Polonia (bandiera)    | P     | Michal Lewandowski |
| 23 | Mali (bandiera)       | D     | Salim Diakité      |
| 24 | Italia (bandiera)     | D     | Lorenzo Celentano  |
| 25 | Romania (bandiera)    | A     | Daniel Bîrligea    |
| 26 | Italia (bandiera)     | D     | Matteo Piacentini  |
| 27 | Italia (bandiera)     | C     | Luca Di Matteo     |
| 28 | Italia (bandiera)     | C     | Federico Viero     |
| 32 | Italia (bandiera)     | A     | Cristian Bunino    |
| 33 | Italia (bandiera)     | D     | Luca Iotti         |
| 36 | Italia (bandiera)     | A     | Erik Gerbi         |

## Calciomercato

### Sessione estiva (dal 1º settembre al 5 ottobre)
| Acquisti | Acquisti            | Acquisti         | Acquisti      |
| R.       | Nome                | da               | Modalità      |
| -------- | ------------------- | ---------------- | ------------- |
| P        | Ahmed Mejri         | Olympia Agnonese | definitivo    |
| D        | Salim Diakité       | Olympia Agnonese | fine prestito |
| D        | Lorenzo Celentano   | Audace Cerignola | fine prestito |
| C        | Daniele Trasciani   | Roma             | definitivo    |
| C        | Davide Di Francesco | Ascoli           | prestito      |
| A        | Cristian Bunino     | Pescara          | prestito      |
| A        | Erik Gerbi          | Sampdoria        | prestito      |

| Cessioni | Cessioni            | Cessioni       | Cessioni   |
| R.       | Nome                | a              | Modalità   |
| -------- | ------------------- | -------------- | ---------- |
| P        | Ahmed Mejri         | Pineto         | prestito   |
| P        | Matteo Tomei        | Juve Stabia    | definitivo |
| D        | Tommaso Cancellotti | Perugia        | definitivo |
| D        | Andrea Cristini     | Sambenedettese | definitivo |
| A        | Pietro Cianci       | Potenza        | prestito   |
| A        | Riccardo Martignago | Ravenna        | definitivo |
| C        | Luca Di Matteo      | L'Aquila       | definitivo |

## Risultati

### Serie C Girone C

#### Girone di andata
| Arbitro: | Maranesi (Ciampino) |

|                                 |           |  |
| Santoro 57’ D. Di Francesco 80’ | Marcatori |  |

| Arbitro: | Bitonti (Bologna) |

|              |           |            |
| Celiento 63’ | Marcatori | 2’ Bombagi |

| Arbitro: | Garofalo (Torre del Greco) |

|                        |           |  |
| Cappa 48’ Pinzauti 84’ | Marcatori |  |

| Arbitro: | Bordin (Bassano del Grappa) |

|  |           |                             |
|  | Marcatori | 1’ Ilari 19’ Costa Ferreira |

| Arbitro: | Caldera (Como) |

|                    |           |  |
| Iotti 3’ Ilari 21’ | Marcatori |  |

| Arbitro: | Carrione (Castellammare di Stabia) |

|            |           |              |
| Cianci 33’ | Marcatori | 67’ Pinzauti |

| Arbitro: | Pashuku (Albano Laziale) |

|                 |           |  |
| A. Arrigoni 49’ | Marcatori |  |

| Arbitro: | Galipò (Firenze) |

|              |           |                |
| Guadagni 56’ | Marcatori | 22’, 90’ Ilari |

| 8 novembre 2020 9ª giornata |  | – Turno di riposo Teramo |  |  |

| Arbitro: | Acanfora (Castellammare di Stabia) |

|             |           |  |
| Carlini 72’ | Marcatori |  |

| Arbitro: | Vigile (Cosenza) |

|          |           |  |
| Ilari 3’ | Marcatori |  |

| Arbitro: | Cascone (Nocera Inferiore) |

|                                                |           |  |
| Partipilo 6’ Falletti 51’ (rig.) Torromino 74’ | Marcatori |  |

| Arbitro: | D'Ascanio (Ancona) |

|              |           |                     |
| Castorani 3’ | Marcatori | 37’ D. Di Francesco |

| Arbitro: | Turrini (Firenze) |

|                   |           |                            |
| Ferraira 27’, 71’ | Marcatori | 12’ Plescia 82’ Tumbarello |

| Arbitro: | Maranesi (Ciampino) |

|              |           |             |
| Giannone 70’ | Marcatori | 19’ Santoro |

| Arbitro: | Giordano (Novara) |

|           |           |              |
| Cappa 81’ | Marcatori | 52’ Russotto |

| Arbitro: | Di Cairano (Ariano Irpino) |

|           |           |  |
| Musso 79’ | Marcatori |  |

| Arbitro: | Caldera (Como) |

|            |           |                        |
| Bombagi 9’ | Marcatori | 56’ (rig.) S. D'Angelo |

| Arbitro: | Catanoso (Reggio Calabria) |

|            |           |  |
| Markic 43’ | Marcatori |  |

#### Girone di ritorno
| Arbitro: | Pashuku (Albano Laziale) |

|           |           |              |
| Lucca 30’ | Marcatori | 20’ Bîrligea |

| Arbitro: | Gualtieri (Asti) |

|                  |           |               |
| Bombagi 73’, 79’ | Marcatori | 23’ Antenucci |

| Foggia 2 febbraio 2021 22ª giornata | Foggia          | 0 – 0 | Teramo | Stadio Pino Zaccheria\| Arbitro: \| Di Graci (Como) \| |
| Arbitro:                            | Di Graci (Como) |       |        |                                                        |

| Arbitro: | Angelucci (Foligno) |

|                     |           |             |
| Pinzauti 54’ (rig.) | Marcatori | 22’ Guiebre |

| Arbitro: | Saia (Palermo) |

|                             |           |  |
| Cuppone 49’ Turchetta 90+3’ | Marcatori |  |

| Arbitro: | Acanfora (Castellammare di Stabia) |

|            |           |                              |
| Bombagi 6’ | Marcatori | 10’, 31’ Romero 77’ M. Ricci |

| Arbitro: | Tremolada (Monza) |

|              |           |              |
| Borrelli 50’ | Marcatori | 56’ Ferreira |

| Arbitro: | Cherchi (Carbonia) |

|                       |           |  |
| Ilari 18’ Bombagi 27’ | Marcatori |  |

| 3 marzo 2021 28ª giornata |  | – Turno di riposo Teramo |  |  |

| Teramo 7 marzo 2021 29ª giornata | Teramo              | 0 – 0 | Catanzaro | Stadio Gaetano Bonolis\| Arbitro: \| N. Marini (Trieste) \| |
| Arbitro:                         | N. Marini (Trieste) |       |           |                                                             |

| Arbitro: | Luciani (Roma) |

|  |           |                     |
|  | Marcatori | 29’ (aut.) Confente |

| Arbitro: | Cosso (Reggio Calabria) |

|                          |           |                                            |
| Santoro 51’ Ferreira 53’ | Marcatori | 47’, 72’ Falletti 56’ Partipilo 62’ Furlan |

| Arbitro: | Kumara (Verona) |

|  |           |             |
|  | Marcatori | 48’ Ciccone |

| Arbitro: | Giordano (Novara) |

|                                          |           |                     |
| Plescia 45+1’ Spina 56’ Lasik 81’ (aut.) | Marcatori | 31’ (rig.) Pinzauti |

| Arbitro: | Villa (Rimini) |

|                          |           |          |
| Ferreira 52’ Bombagi 87’ | Marcatori | 78’ Alma |

| Arbitro: | Repace (Perugia) |

|            |           |  |
| Matino 23’ | Marcatori |  |

| Arbitro: | Calzavara (Varese) |

|                                   |           |  |
| Bombagi 7’ A. Arrigoni 51’ (rig.) | Marcatori |  |

| Avellino 25 aprile 2021 37ª giornata | Avellino        | 0 – 0 | Teramo | Stadio Partenio-Lombardi\| Arbitro: \| Di Graci (Como) \| |
| Arbitro:                             | Di Graci (Como) |       |        |                                                           |

| Arbitro: | E. Longo (Cuneo) |

|                             |           |  |
| Ilari 7’ Bombagi 21’ (rig.) | Marcatori |  |

### Play-off
| Arbitro: | N. Marini (Trieste) |

|                                 |           |  |
| Floriano 9’ (rig.) Luperini 44’ | Marcatori |  |

### Coppa Italia
| Arbitro: | Rapuano (Rimini) |

|              |           |                         |
| Bruzzone 21’ | Marcatori | 5’ Santoro 23’ Pinzauti |

| Arbitro: | Santoro (Messina) |

|               |           |  |
| Di Chiara 32’ | Marcatori |  |